# Pocatello (chef shoshone)
Pour la ville, voir Pocatello.
Le chef Pocatello (connu dans la langue shoshone sous le nom de Tondzaosha), né vers 1815 et mort en octobre 1884, est un chef des Shoshones du Nord, un peuple amérindien de la région du Grand Bassin dans l'ouest de l'Amérique du Nord. Pocatello a mené des attaques contre les premiers colons blancs à une époque de conflits croissants entre les colons et les Amérindiens. Après avoir fait la paix avec le gouvernement américain, il a déplacé son peuple vers sa réserve actuelle, dans l'Idaho, et a dirigé les Shoshones pendant leur lutte pour la survie après leur déportation. La ville de Pocatello est nommée en son honneur.

## Biographie
Pocatello est né vers 1815. Il était le chef de sa tribu à l'époque de l'arrivée des États-Unis dans l'Utah à la fin des années 1840. Dans les années 1850, il mena une série d'attaques contre des groupes d'émigrants dans le territoire de l'Utah et le long de la piste de l'Oregon. Il acquiert une certaine réputation parmi les dirigeants mormons et les agents indiens. Brigham Young, le chef des mormons, tenta une politique de réconciliation et d'apaisement envers les Shoshones, mais l'arrivée de l'armée américaine dans le territoire de l'Utah en 1858 exacerba les tensions entre les émigrants et les Shoshones.
En janvier 1863, Pocatello reçoit un préavis de l'avancée des troupes de l'armée américaine en provenance de Fort Douglas sous le commandement du colonel Patrick Edward Connor, qui avait pour mission de « châtier » les Shoshones. Pocatello parvient à conduire son peuple hors de danger de l'armée, évitant ainsi la catastrophe du massacre de Bear River. Pocatello demande la paix après avoir été poursuivi par l'armée ; il annonce accepter de cesser ses attaques contre les émigrants de la piste de l'Oregon et les colons du sud-est de l'Idaho si le gouvernement lui fournit en échange une compensation pour le gibier et les terres préemptés par ces intrus sur le territoire ancestral de la tribu. Avec le traité de Fort Bridger de 1868, le chef a accepté de relocaliser son peuple dans la réserve indienne de Fort Hall, le long de la rivière Snake. Bien que le gouvernement américain ait promis 5 000 dollars de fournitures annuelles, les approvisionnements arrivaient rarement, provoquant des souffrances et des luttes continues parmi les Shoshones.
En 1875, confronté à la famine parmi son peuple, Pocatello conduit les Shoshones à la ferme missionnaire mormone de George Hill à Corinne, dans l'Utah, avec l'espoir qu'une conversion massive de son peuple au mormonisme allégerait ses souffrances. Bien que les missionnaires aient baptisé les Shoshones de bonne grâce, la population locale de colons blancs refuse d'accueillir le peuple de Pocatello et fait campagne pour son expulsion. En réponse, l'armée américaine force les Shoshones à retourner dans la réserve de Fort Hall.
À la fin des années 1870, Pocatello accorda un droit de passage à Jay Gould pour prolonger le chemin de fer Utah and Northern à travers la réserve indienne de Fort Hall. L'extension du chemin de fer a été motivée par l'afflux croissant de colons dans le territoire de l'Idaho après la découverte d'or.
Après sa mort en 1884, le corps de Pocatello fut enterré dans une source profonde de l'Idaho avec ses vêtements, ses armes, ses couteaux et son équipement de chasse. Dix-huit chevaux furent également abattus et placés dans la source, au-dessus de son corps.

## Nom
En 1918, John E. Rees publie une liste de noms de lieux de l'Idaho appelée Idaho Nomenclature. Sa dérivation de Pokatello incluait po « route », ka « ne pas » et tello « suivre », et Rees a proposé le sens « il ne suit pas la route », se référant aux « habitudes furtives et aux raids » du chef. Une référence antérieure à Pocataro apparaît en 1859, lorsque F. W. Lander, surintendant de l'US Overland Wagon Road, a rencontré le chef Pocatello et a organisé sa libération de la garde de l'armée américaine. Le linguiste Sven Liljeblad pensait que la rencontre de Lander avec le chef Pocatello était la première référence à ce nom pour le désigner. Liljeblad a réfuté la dérivation syllabique du nom par John Rees, estimant que Rees avait simplement connecté des racines Shoshoni sans rapport entre elles. Liljeblad conclut que « Pocatello » n’était même pas un mot shoshoni. La fille du chef Pocatello, Jeanette Lewis, a confirmé que le nom n'avait aucune signification dans la langue shoshone et que le chef se désignait lui-même sous le nom de Tondzaosha, ce qui signifie « robe de bison ».

## Dans la culture populaire
Pocatello apparaît dans le jeu Sid Meier's Civilization V en tant que leader jouable de la civilisation Shoshone.